# Hermógenes Lazier
Hermógenes Lazier (União da Vitória, 19 de Abril de 1931 — Francisco Beltrão, 9 de Janeiro de 2009) foi um operário, jornalista, historiador e professor brasileiro. Foi dirigente comunista, escreveu livros sobre a história do Brasil, e foi um dos líderes do movimento pela fundação da FACIBEL, atual UNIOESTE - campus Francisco Beltrão.

## Vida
Em 1950 filiou-se ao PCB, onde atuou como Secretário de Agitação e Propaganda, Secretário Político, Secretário Sindical, Secretário de Organização, Secretário de Finanças e diretor do jornal Tribuna do Povo. Em 1961 descreveu para o jornal Novos Rumos, editado pelo PCB, detalhes da greve de mais de 500 ferroviários nas cidades de Porto União e União da Vitória.
Graduou-se em história pela Faculdade de União da Vitória e tornou-se Mestre em História pela Universidade Federal do Paraná. Sua dissertação de mestrado deu origem ao livro "Análise histórica da posse da terra no Sudoeste paranaense", trabalho referencial sobre os conflitos e a luta pela terra na formação do oeste do Paraná, sendo o primeiro a conceituar a Revolta dos Posseiros de 1957 como realizada por posseiros, e não apenas pelos colonos descendentes de europeus.
Com o golpe militar e a instauração da ditadura militar no Brasil, em 1 de abril de 1964, foi perseguido e preso, entre os dias 6 e 9 de abril, na Praça Coronel Amazonas, na frente da Faculdade de Filosofia, em Curitiba. Nesse momento, passou dois meses detido no Presídio do Ahú. Perseguido, transferiu-se para a cidade de Francisco Beltrão, onde trabalhou como contador, vendedor de automóveis, e professor, quando passa a lutar pela criação de uma instituição de ensino superior para a região, que leva à fundação da FACIBEL, em 1974, atualmente UNIOESTE - Campus Francisco Beltrão.
Dá nome à Arena Cultural Hermógenes Lazier, em Francisco Beltrão.